# Почта ЛНР
Почта ЛНР — государственное унитарное предприятие (ГУП ЛНР «Почта ЛНР»), оператор почтовой связи подконтрольной России Луганской Народной Республики.
Необходимость создания структуры была вызвана захватом украинской государственной компании «Укрпочта» на территории Луганской Народной Республики. Работу «Почты ЛНР» курирует Министерство связи ЛНР. Генеральный директор ГУП — Марина Пуховцева.
Из-за непризнания ЛНР предприятие членом Всемирного почтового союза не является. По состоянию на конец марта 2016 года, сеть «Почты ЛНР» насчитывала 287 почтовых отделений.

## Здание
Луганская почта официально отсчитывает начало своей истории с основания почтовой экспедиции 18 февраля 1798 года. Почта не имела постоянного штата почтальонов, разносом писем занимался посланник, работавший временно, часть писем забирали сами горожане. В здании почты жил почтмейстер со своей семьёй. Обнаружив, что под собственно почту отводилось мало места, а остальное использовала семья, власти учинили проверку. По её итогам почтмейстер был снят с должности, а освободившееся место — занято под почту.

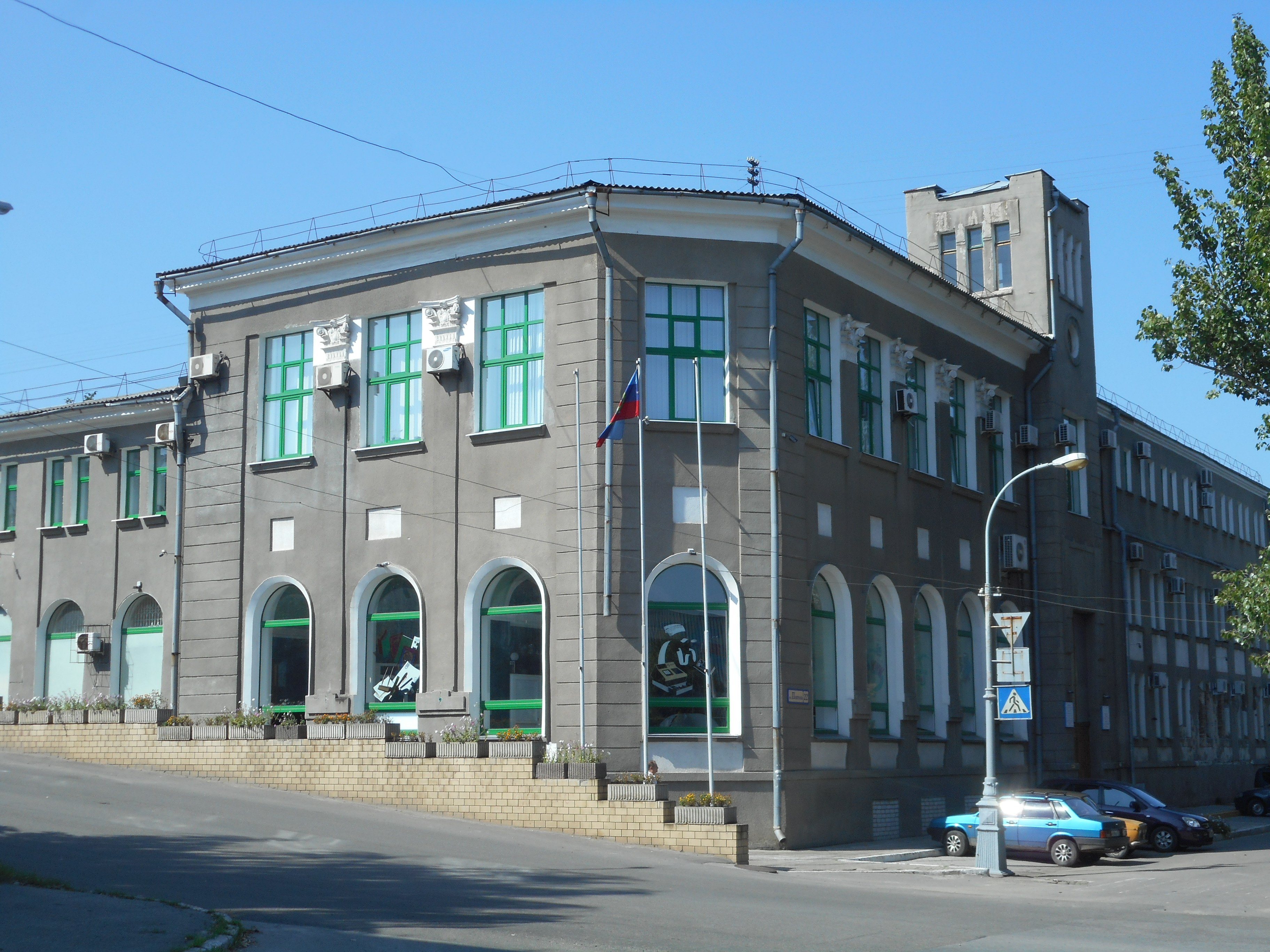
Административное здание ГУП ЛНР «Почта ЛНР» на Почтовой ул., 22 (2015)

В 1913 году к 300-летию дома Романовых в Луганске было построено новое здание почтово-телеграфной конторы на Почтовой улице, 22, где сейчас находится почтовое отделение Луганск-1 и аппарат управления ГУП ЛНР «Почты ЛНР».
Во время Великой Отечественной войны здание конторы сильно пострадало, но позже было восстановлено. В августе 2014 года здание пострадало в результате обстрелов. В марте—апреле 2016 года отделение почтовой связи Луганск-1 было отреставрировано и 28 апреля 2016 года было открыто после реконструкции.

## История
ГУП ЛНР «Почта ЛНР» создано 1 ноября 2014 года в Луганске на базе «Укрпочты», но при этом ГУП ЛНР «Почта ЛНР» не является правопреемницей «Укрпочты». В июле—сентябре 2014 года на территории ЛНР работало 6 почтовых отделений, в марте 2015 года их стало 21. Тогда же было открыто почтовое сообщение между Донецкой и Луганской Народными Республиками. И. о. гендиректора «Укрпочты» Игорь Ткачук в августе 2015 года сообщил журналу «Forbes Украина»:
С почтой, которая начала работать в так называемых «республиках» на неподконтрольной Украине территории, никаких взаимных пересечений у «Укрпочты» нет и быть не может. Мы не признаём их… Мы не осуществляем свою работу там, иначе мы легитимизируем оккупанта.
С января 2015 года в отделениях ГУП ЛНР «Почта ЛНР» принимаются коммунальные платежи, с февраля — осуществляется пополнение счетов мобильной связи, с июля — принимаются и выплачиваются денежные переводы в пределах республики, с сентября — продаются карточки оплаты услуг местного мобильного оператора «Лугаком». В переходный период (до осени 2015 года) «Почтой ЛНР» использовались почтовые марки, выпущенные «Укрпочтой», с собственным гашением. Почтовая корреспонденция принималась только в самих почтовых отделениях оператора, выемки писем из почтовых ящиков не производилось.

Кованая композиция в Луганске

В августе 2015 года был представлен логотип ГУП ЛНР «Почта ЛНР». На тот момент персонал организации составлял 1,4 тыс. сотрудников, в конце октября 2015 года — более 1,5 тыс. человек в штате. Возобновлена работа пяти центров почтовой связи и Центра обработки и перевозки почты. По состоянию на конец 2015 года, ГУП ЛНР «Почта ЛНР» вышло на безубыточность. По словам министра связи Луганской Народной Республики Михаила Сурженко, в конце 2015 года сеть «Почты ЛНР» насчитывала 283 почтовых отделения.

## Состав
Луганский почтамт
- Луганск (телефонный код — 0642) ▿
- Лутугинский район (телефонный код — 06436) ▿
- Славяносербский район (телефонный код — 06473) ▿
- Станично-Луганский район (телефонный код — 06472) ▿

ЦПС № 1
- Алчевск (телефонный код — 06442) ▿
- Перевальский район (телефонный код — 06441) ▿
- Стаханов (телефонный код — 06444) ▿
- Брянка (телефонный код — 06443) ▿

ЦПС № 2
- Первомайск (телефонный код — 06455) ▿
- Кировск (телефонный код — 06446) ▿

ЦПС № 3
- Антрацитовский район (телефонный код — 06431) ▿
- Красный Луч (телефонный код — 06432) ▿
- Ровеньки (телефонный код — 06433) ▿

ЦПС № 4
- Краснодонский район (телефонный код — 06435) ▿
- Свердловский район

## Филателия

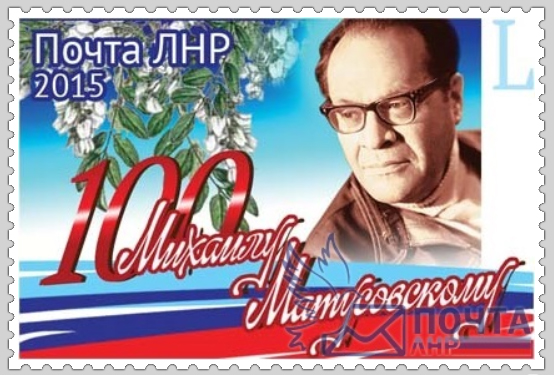
Первая почтовая марка ЛНР (июль 2015)

23 июля 2015 года была презентована первая собственная почтовая марка ЛНР, памятный конверт и специальное гашение, приуроченные к 100-летнему юбилею советского поэта-песенника Михаила Матусовского, уроженца Луганска. До конца 2015 года «Почта ЛНР» выпустила две стандартные марки («День почты» и «Герб Луганской Народной Республики»), четырёхмарочный блок «220 лет Луганску» с видами города, а также новогоднюю марку.
Все почтовые марки ЛНР самоклеящиеся, печатаются в Луганске тиражами от 10 до 24 тыс. экземпляров. «Почта ЛНР» выпускает до 10 марок ежегодно, но перспективных планов выпуска не публикуется. Каждая марка вводится в оборот особым приказом ГУП ЛНР «Почта ЛНР». Письма с такими марками могут быть доставлены только по ЛНР и ДНР. При нехватке марок почтовым отделениям разрешено вместо них ставить на конвертах специальный штамп.
По сведениям радио «Свобода», в начале 2016 года филателистическая продукция ЛНР оценивалась у российских коллекционеров впятеро дороже номинала.

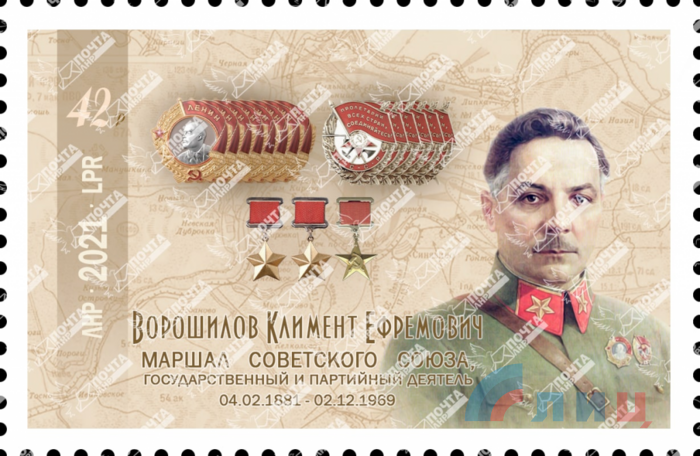
140 лет со дня рождения государственного и партийного деятеля, Маршала Советского Союза К. Е. Ворошилова, Почта ЛНР, 2021

В 2021 году Почта ЛНР выпустила почтовую марку, приуроченную к 140-летию со дня рождения государственного и партийного деятеля, Маршала Советского Союза К. Е. Ворошилова.